# Loznica (gmina Bratunac)
Loznica (cyr. Лозница) – wieś w Bośni i Hercegowinie, w Republice Serbskiej, w gminie Bratunac. W 2013 roku liczyła 12 mieszkańców.